# Альмудена Сід
Альмудена Сід Тостадо (ісп. Almudena Cid Tostado, 15 червня 1980) — іспанська гімнастка (художня гімнастика). Учасниця чотирьох Олімпійських ігор (1996-2008). У червні 2001 року Міжнародна федерація гімнастики ухвалила рішення про створення нового технічного елементу в художній гімнастиці (елемент Сід Тостадо).

## Досягнення
- Бронзова призерка чемпіонату Європи: 2001
- Переможниця Середземноморських ігор: 2005